# Mausoleum of Shajarat al-Durr
Mausoleum of Shajarat al-Durr (arabiska: قبة شجرة الدر, engelska: Mausoleum of Shagarat al-Durr) är ett monument i Egypten.   Det ligger i guvernementet Kairo, i den norra delen av landet, i huvudstaden Kairo. Mausoleum of Shajarat al-Durr ligger 38 meter över havet.
Terrängen runt Mausoleum of Shajarat al-Durr är platt, och sluttar västerut. Runt Mausoleum of Shajarat al-Durr är det tätbefolkat, med 383 invånare per kvadratkilometer. Närmaste större samhälle är Kairo, 4,1 km norr om Mausoleum of Shajarat al-Durr. Trakten runt Mausoleum of Shajarat al-Durr är ofruktbar med lite eller ingen växtlighet.